# Astripomoea procera
Astripomoea procera är en vindeväxtart som beskrevs av Mats Thulin. Astripomoea procera ingår i släktet Astripomoea och familjen vindeväxter. Inga underarter finns listade i Catalogue of Life.